# Cololejeunea decemplicata
Cololejeunea decemplicata là một loài Rêu trong họ Lejeuneaceae. Loài này được (Stephani) Tixier mô tả khoa học đầu tiên năm 1977.